# Celina de Holanda
Celina de Holanda Cavalcanti de Albuquerque (Cabo de Santo Agostinho, 19 de junho de 1915 — Recife, 4 de julho de 1999) foi uma jornalista e poeta brasileira.
Publicou seus primeiros poemas no Jornal do Commercio e no Diário de Pernambuco. Criou em 1979 as Edições Pirata, ao lado de Jaci Bezerra e Alberto Cunha Melo.
Em 2017, foi homenageada com uma estátua na Praça José Sales Filho, na Avenida Beira Rio, no Recife.

## Obras
- 1970 - O Espelho da Rosa
- 1976 - A Mão Extrema
- 1979 - Sobre Esta Cidade de Rios
- 1981 - Roda D'água
- 1984 - As Viagens
- 1990 - Pantorra, o Engenho
- 1995 - Viagens Gerais (coletânea)